# Renaud de Montmirail
Renaud de Montmirail est un chevalier français qui participe à la quatrième croisade. Il meurt le 14 avril 1205 lors de la bataille d'Andrinople, contre les troupes du tsar Kaloyan de Bulgarie.

## Biographie
Renaud de Montmirail est le frère cadet d'Hervé IV de Donzy, comte de Nevers, époux de Mathilde de Courtenay. Il est cousin du comte Louis de Blois, un des principaux chefs de la quatrième croisade. 
Il est seigneur de Montmirail, qu'il tient de sa mère, et d'Alluyes.
Après la conquête de Zara, il fait partie des chevaliers qui désapprouvent l'attaque des villes chrétiennes et ne suivent pas l'armée principale à Constantinople. Avec un groupe de chevaliers, Renaud de Montmirail se rend à Bari, dans le sud de l'Italie, et de là, navigue directement vers la Terre Sainte. Après la conquête de Constantinople en 1204, Renaud et Étienne du Perche se rendent à la capitale de l'Empire latin et prêtent serment de fidélité à l'empereur Baudouin Ier. En avril 1205, il accompagne l'empereur Baudouin, alors que ce dernier assiège la ville rebelle d'Andrinople, en Thrace. Le 14 avril, au commencement de la bataille d'Andrinople, les chevaliers sont piégés par les cavaliers coumans et vaincus par l'armée du tsar bulgare Kaloyan. Montmirail meurt au cours de la bataille, avec son ami, Étienne du Perche, et son cousin, Louis de Blois.